# 314 г. пр.н.е.
314 (триста и четиринадесета) година преди новата ера (пр.н.е.) е година от доюлианския (Помпилийски) римски календар.

## Събития

### В Азия
- Състои се съвещание между Антигон и Птолемей, което не успява да изглади отношенията между двамата и не довежда до мир. Така за момента Антигон не успява да неутрализира поне част от коалицията между Лизимах, Касандър, Селевк и Птолемей насочена срещу него.[1]

### В Сицилия
- Акраг гласува за война с Агатокъл и сключва съюз с Месина и Гела, в опит да изгради широк фронт срещу тирана на Сиракуза. Те решават да извикат военачалник, който не е от Сицилия и успяват да привлекат за каузата си спартанеца Акротат, но той не предприема решителни действия и настройва населението срещу себе си със своите крайности.[2]
- Изгнaниците от Сиракуза, подпомогнати от посредничеството на Хамилкар II, сключват мир с Агатокъл на основа на статуквото дотогава. Градовете на изток от река Халикус получават автономия, но са длъжни да признаят сюзеренитета на Сиракуза.[2]

### В Римската република
- Консули са Марк Петелий Либон и Гай Сулпиций Лонг.
- Самнитите временно превземат Луцерия, но са изгонени от римляните и там е основана римска колония.[3]
- Римляните си възвръщат Сора и подчиняват аврунките.[4]
- Проведено е разследване за причините породили недоволство сред населенивто на Кампания и електорални нарушения в Рим.[4]

## Починали
- Есхин, оратор и политик в Атина (роден 389 г. пр.н.е.)